# 5-ös busz (Balatonfüred)
A balatonfüredi 5-ös jelzésű autóbusz az Autóbusz-állomás – Noszlopy utca – Illés utca – Autóbusz-állomás útvonalon közlekedik körjáratként. A vonalat a Volánbusz üzemelteti.

## Közlekedése
Csak iskolai előadási napokon közlekedik, napi kétszer.

## Útvonala
| Autóbusz-állomás → Noszlopy utca → Illés utca → Autóbusz-állomás |
| --- |
| Autóbusz-állomás (vasútállomás) vá. – Castricum tér – Horváth Mihály utca – Fürdő utca – Noszlopy Gáspár utca – Ady Endre utca – Arad utca – Illés József utca – Nádor utca – Ady Endre utca – Jókai Mór utca – Horváth Mihály utca – Castricum tér – Autóbusz-állomás (vasútállomás) vá. |

## Megállóhelyei
| 0  | Autóbusz-állomás (vasútállomás) végállomás |                          | Balatonfüred Autóbusz-állomás, Vasútállomás, Castricum tér |
| 4  | Probio Zrt.                                |                          | Rendőrkapitányság                                          |
| 5  | Noszlopy utca                              |                          | Eötvös Loránd Általános Iskola                             |
| 6  | Perczel Mór utca                           | 1, 1B, 2, 2B, 6, 7       | Lóczy Lajos Gimnázium és Szakközépiskola                   |
| 7  | Illés utca                                 | 1, 1B, 2, 2B, 6, 7       | Radnóti Miklós Általános Iskola                            |
| 8  | Csók utca                                  | 1, 1B, 2, 2B, 6, 7       |                                                            |
| 9  | Horváth Mihály utca                        | 1, 1B, 2, 2B, 3, 4, 6, 7 | Rádiómúzeum                                                |
| 10 | Autóbusz-állomás (vasútállomás) végállomás | 1, 1B, 3, 4, 6, 7        | Balatonfüred Autóbusz-állomás, Vasútállomás, Castricum tér |